# Aristóteles Onassis
Aristóteles Sócrates Onassis, em grego Αριστοτέλης Ωνάσης, (Esmirna, 20 de janeiro de 1906 – Neuilly-sur-Seine, 15 de março de 1975) foi um empreendedor e magnata grego e argentino. Onassis adquiriu sua fortuna como empresário de marinha mercante, tornando-se um dos empresários mais ricos e famosos do mundo.

## Vida
Aristóteles Sócrates Onassis nasceu numa família grega que vivia em Esmirna, região da Asia Menor onde muitos gregos moravam e depois da Primeira Guerra Mundial era território Grego, e que se dedicava ao comércio de tabaco. Em 1922, após uma tentativa frustrada de invadir Istambul, o governo grego perdeu o controle que estabelecera em Esmirna em 1919 e aceitou uma troca de civis. Cerca de 400 mil turcos que habitavam na Grécia voltaram para sua terra de origem, enquanto que um milhão de helenos chegaram à Grécia como refugiados. A família de Onassis estava nesse grupo.
Em 1927, partiu em direção à Argentina como refugiado, onde tentaria uma nova vida. Em Buenos Aires, falsificou sua identidade para "envelhecer" seis anos e ter condições legais de trabalhar. Tornou-se telefonista da British United River Plate Telephone Company e, nas horas vagas, estudava por conta própria o mercado financeiro. Com os poucos lucros obtidos pela especulação, pôde comprar roupas sofisticadas, passando a freqüentar discretamente a alta sociedade portenha.
Aos poucos, os ganhos de Onassis se tornaram mais significativos e, com a ajuda de seu pai, que permanecera na Grécia, se aventurou na importação de tabaco turco. A ideia surgiu após Onassis ouvir uma conversa telefônica entre um distribuidor de filmes argentino e um executivo do estúdio Paramount Pictures, onde comentavam uma declaração do ator Rodolfo Valentino sobre as coisas do Oriente estarem em evidência naquele momento. Onassis também considerou que o tabaco turco faria sucesso entre as mulheres, por ser mais suave que o cubano. Enganado por um empresário argentino, perdeu tudo o que possuía. Seu contato com a terra natal aumentou, e ele decidiu manter-se na exportação de tabaco. Para ampliar sua capacidade de transporte de tabaco, obteve empréstimos e comprou dois navios no Canadá.
Após um problema burocrático no porto de Roterdã, Onassis trocou a bandeira de seus barcos, agora com registro do Panamá. Com isso, trâmites como número de tripulantes, impostos e tipo de carga passaram a ser resolvidos com mais rapidez, barateando seus processos. Sempre humilde, persistente e criativo, conseguia empréstimos bancários com constância, aumentando o tamanho de sua frota.
Em 1946, casou-se com Athina Livanos, filha de Stavros Livanos, outro empresário grego do setor de marinha mercante. Mudou-se para os Estados Unidos, onde ganhou espaço no mercado de petroleiros e baleeiros. Em 1956, vendeu sua frota baleeira para japoneses e, com o lucro, comprou navios petroleiros e fundou a companhia aérea Olympic Airways, tornando-se o homem mais rico do mundo. Após diversas negociações com o governo grego, a empresa obteve privilégios para se tornar a linha aérea nacional da Grécia, mesmo sendo de propriedade privada.
Em 1959, Onassis iniciou um longo romance com a soprano americana Maria Callas. No ano seguinte, se divorciou de Athina. A artista chegou a encerrar sua carreira temporariamente para acompanhar o empresário, até que o grego anunciou seu casamento com Jacqueline Kennedy, viúva do ex-presidente dos Estados Unidos John F. Kennedy, em 1968. Deprimida, Callas praticamente encerrou sua carreira naquele tempo.
Na década de 1970, o jornal britânico The Times considerou a fortuna do bilionário grego "incomensurável" e Onassis tornou-se o homem mais rico do mundo. Até hoje, foi o que mais tempo permaneceu nessa posição.
A Olympic Airways sobrevivia com dificuldades, mas a família Onassis quis mantê-la, dividindo-a em duas empresas. Com a morte de seu filho Alexander Onassis num acidente aéreo em 1974, Aristóteles ficou extremamente abalado e decidiu vender a Olympic Airways para o governo grego que fez essa companhia um sucesso. A fortuna de Onassis passou a ser considerada colossal.

## Morte
Os negócios com os petroleiros estavam bem, mas a saúde do milionário deteriorava. Onassis morreu em 15 de março de 1975 em Neuilly-sur-Seine, França, devido a complicações após uma cirurgia para tratar uma pneumonia, complicação de sua miastenia grave. Encontra-se sepultado na ilha de Skorpios, na Grécia. 
A sua fortuna foi herdada por Christina Onassis, sua única filha, que viria a morrer em Buenos Aires em 1988, pelo que a neta Athina Roussel acabou herdando a fortuna estimada em US$ 200 milhões. Entretanto, a herança foi administrada por um grupo de fiduciários escolhidos por Christina até ao 18.º aniversário de Athina. No dia 3 de dezembro de 2005, Athina casou-se com o cavaleiro brasileiro Álvaro Affonso de Miranda Neto.